# Козак-7
ББКМ «Козак-7» — український бронеавтомобіль, розроблений компанією НВО «Практика». Автомобіль створений на шасі Ford Super D.

## Історія
ББКМ «Козак-7» був розроблений у 2021 році для іноземного замовника. Він був створений на базі Ford F-550, але замість посилення окремих елементів шасі, на нього встановлювався готовий комплект від іноземної компанії з однієї з країн НАТО. Такий комплект мав посилені мости, ресори, амортизатори, кардани, стабілізатори, нові армійські ступиці коліс, стандартизовані за стандартом НАТО. Це підняло загальну масу «Козак-7» до 12 тонн, бо корисна вантажопідйомність самого шасі — 9 тонн. Це дозволяло розмістити на шасі бронекапсулу, і створити ціле сімейство машин під різні задачі: мобільного міномета, протитанкового комплексу, станції РЕБ тощо. Встановлення комплекту займає не більше кількох годин. Автомобіль, за даними розробника, враховує досвід ведення бойових дій, зокрема в умовах міської забудови.
У січні 2022 року ББКМ «Козак-7» представили керівництву Збройних сил України — Головнокомандувачу ЗСУ генерал-лейтенанту Валерію Залужному та начальнику Генерального штабу генерал-лейтенанту Сергію Шапталі.

## Технічні характеристики
| Маса                  | 11 800кг                   |
| Довжина               | 6 600мм                    |
| Ширина                | 2 340 мм                   |
| Висота                | 2 600мм                    |
| двигун                | Power Stroke V8 turbodisel |
| Потужність            | 390 к.с.                   |
| Крутний момент        | 997 Н*м                    |
| Максимальна швидкість | 150 км\год                 |
| Балістичний захист    | ПЗСА-5                     |
| Протимінний захист    | 6 кг                       |
| кількість місць       | 2+7десант                  |
| Озброєння             | 12,7мм НСВТ та 7,62ммПКТ   |

## Оператори
- Україна
  -  Десантні війська — 82-га бригада.[2]
  -  Національна поліція — 2 одиниці у КОРД.[3]